# Worms 3
Worms 3 (с англ. — «Червяки 3») — видеоигра серии Worms в жанрах артиллерия и пошаговая стратегия, разработанная и изданная компанией Team17 для платформ Android 28 мая 2014, iOS 8 августа 2013 и MacOS 3 июня 2014 года. В 2014 году игра была портирована на мобильные устройства через Google Play. Официальным локализатором в России выступила компания «Бука».

## Игровой процесс
Игроку даются различные оружия, необходимые для победы над вражескими червями. Сюжетная кампания состоит из 27 миссий в одиночном режиме на четырёх локациях: Пляж, Кошмарный, Коралловый и Канализация.
Worms 3 — первая игра из серии Worms, в которой есть режим карты, который позволяет игроку изменять ход действий после каждого хода. Есть 41 карта, которые нужно собирать, купив или открыв игровые награды. Также есть четыре класса червей, появившихся в Worms Revolution, и новое оружие.
Доступны однопользовательский и онлайн-режимы, а также Bodycount — новый режим, который позволяет игроку побить рекорд своего оппонента по количеству убитых червей.

## Оценки и мнения
| Сводный рейтинг    | Сводный рейтинг    |
| Агрегатор          | Оценка             |
| ------------------ | ------------------ |
| GameRankings       | 90 %               |
| Metacritic         | 74/100             |
| Иноязычные издания |                    |
| Издание            | Оценка             |
| Apple’N’Apps       | 1/5                |
| Digital Spy        | 4/5                |
| Pocket Gamer       | 4/5                |
| 148 Apps           | [ 11 ]             |
| Modojo             | 4/5                |
| Gamezebo           | 4/5                |
| Награды            |                    |
| Издание            | Награда            |
| GamesMaster        | Золотая награда    |
| Pocket Gamer       | Серебряная награда |

На Metacritic средняя оценка составляет 74/100.
GameMaster дал игре 90/100, положительно оценив новый игровой режим. Скотт Николс из Digital Spy дал игре 4/5, в то же время заявил, что игра не была новаторской для серии, но положительно отзывался о многопользовательском режиме. Гарри Слейтер из Pocket Gamer также оценил игру в 4/5, хорошо прокомментировал однопользовательский и многопользовательский режимы. Обозреватель из Gamezebo Джо Джаксо также дал игре 4/5. Джон Бердфорд из Modojo всё также дал игре 4/5, заявив, что игра исказила сложившийся игровой процесс серии Worws. Он отметил плохую производительность и отсутствие игровых настроек. Apple’N’Apps дали игре низкую оценку 1/5.